# روبن تيهي
روبن تيهي (بالكرواتية: Robin Tihi)‏ هو لاعب كرة قدم فنلندي من أصلمغربي في مركز الدفاع، ولد في 16 مارس 2002 في السويد يلعب في النادي الأهلي القطري.

## وصلات خارجية
- روبن تيهي على موقع اتحاد السويد (السويدية)
- روبن تيهي على موقع قاعدة بيانات كرة القدم.إي يو (الإنجليزية)
- روبن تيهي على موقع Soccerway.com (الإنجليزية)
- روبن تيهي على موقع عالم كرة القدم.نت (الإنجليزية)